# Манганат бария
Манганат бария — неорганическое соединение, соль щелочноземельного металла бария и марганцовистой кислоты с формулой BaMnO4. Изумрудно-зелёные гексагональные кристаллы.

## Получение
- Спекание нитрата бария с оксидом марганца(IV):

{\displaystyle {\mathsf {Ba(NO_{3})_{2}+MnO_{2}\ {\xrightarrow {t}}\ BaMnO_{4}+2\ NO\uparrow +\ O_{2}\uparrow }}}
- Обменная реакция между растворимой солью бария и манганатом калия:

{\displaystyle {\mathsf {BaCl_{2}+K_{2}MnO_{4}\ {\xrightarrow {}}\ BaMnO_{4}\downarrow +2KCl}}}
- Окисление оксида марганца(II) или оксида марганца(IV) пероксидом бария при повышенной температуре:

{\displaystyle {\mathsf {MnO+2BaO_{2}\ {\xrightarrow {t}}\ BaMnO_{4}+BaO}}}
{\displaystyle {\mathsf {MnO_{2}+BaO_{2}\ {\xrightarrow {t}}\ BaMnO_{4}}}}

## Физические свойства
- Манганат бария образует изумрудно-зелёные гексагональные кристаллы, устойчивые до ~1000°С. Очень плохо растворим в воде, ПР = 2⋅10-10.

## Химические свойства
- Окисляет спирты:

{\displaystyle {\mathsf {BaMnO_{4}+CH_{3}CH_{2}OH\ {\xrightarrow {\ }}\ CH_{3}CH{\text{=}}O+MnO_{2}+Ba(OH)_{2}}}}

## Применение
- Пигмент (касселева или марганцовая зелень), обычно используемый для фресковой живописи.
- Ингибитор полимерных покрытий.